# Лос-Лусерос (Нью-Мексико)
Лос-Лусерос (англ. Los Luceros) — переписна місцевість (CDP) в США, в окрузі Ріо-Арріба штату Нью-Мексико. Населення — 891 особа (2020).

## Географія
Лос-Лусерос розташований за координатами 36°6′52″ пн. ш. 106°2′14″ зх. д. / 36.11444° пн. ш. 106.03722° зх. д. (36.114411, -106.037190).  За даними Бюро перепису населення США в 2010 році переписна місцевість мала площу 4,30 км², з яких 4,23 км² — суходіл та 0,07 км² — водойми.

## Демографія
Згідно з переписом 2010 року, у переписній місцевості мешкало 906 осіб у 321 домогосподарстві у складі 249 родин. Густота населення становила 211 особа/км².  Було 345 помешкань (80/км²).
Расовий склад населення:
| - 49,8 % — білих - 2,8 % — корінних американців - 44,2 % — осіб інших рас |

До двох чи більше рас належало 3,3 %. Частка іспаномовних становила 90,1 % від усіх жителів.
За віковим діапазоном населення розподілялося таким чином: 28,7 % — особи молодші 18 років, 61,8 % — особи у віці 18—64 років, 9,5 % — особи у віці 65 років та старші. Медіана віку мешканця становила 35,0 року. На 100 осіб жіночої статі у переписній місцевості припадало 106,8 чоловіків;  на 100 жінок у віці від 18 років та старших — 105,1 чоловіків також старших 18 років.
Середній дохід на одне домашнє господарство  становив 52 540 доларів США (медіана — 41 775), а середній дохід на одну сім'ю — 44 102 долари (медіана — 41 150). 
Цивільне працевлаштоване населення становило 147 осіб. Основні галузі зайнятості: транспорт — 34,0 %, мистецтво, розваги та відпочинок — 34,0 %, роздрібна торгівля — 32,0 %.